# Marie-Geneviève Meunier
Marie-Geneviève Meunier (28 de mayo de 1765-17 de julio de 1794), también conocida como Constanza de Jesús, fue una novicia carmelita y una de las Mártires de Compiègne. Fue beatificada por la Iglesia Católica como mártir.

## Biografía
Marie-Geneviève Meunier nació el 28 de mayo de 1765 en Saint-Denis, hija de Noël Meunier, granjero, y Marie Geneviève Boursier. Fue bautizada al día siguiente en la iglesia de Saint-Marcel, siendo su padrino Jean-Baptiste La Croix, maestro carpintero, y su madrina Marie Louise Bajot.
Meunier ingresó en la Orden de las Carmelitas el 29 de mayo de 1788. Cuando estalló la Revolución francesa al año siguiente, Meunier, con veinticuatro años, era la más joven de las carmelitas de Compiègne. Como consecuencia de la supresión de los monasterios el 29 de octubre de 1789, Meunier no pudo pronunciar sus votos, si bien siguió acompañando a sus hermanas carmelitas como novicia.
A raíz del decreto del 13 de febrero de 1790, por el cual se suprimieron todas las órdenes religiosas, se ordenó a las carmelitas a abandonar el monasterio, negándose todas ellas, incluida Meunier.
El 17 de julio de 1794, Meunier y el resto de carmelitas fueron arrestadas y condenadas a muerte. Ese mismo día, a las seis de la tarde, las dieciséis monjas, vestidas con sus hábitos blancos y dirigidas por su superiora, la Madre Teresa de San Agustín, abandonaron la prisión camino de la plaza del Trône-Renversé, lugar de ejecución, cantando "Miserere" y "Salve Regina" durante todo el trayecto. Una vez allí, descendieron de la carreta en la que habían sido llevadas hasta el patíbulo y, arrodillándose, cantaron "Te Deum". A continuación, renovaron sus votos y cantaron "Veni Creator".

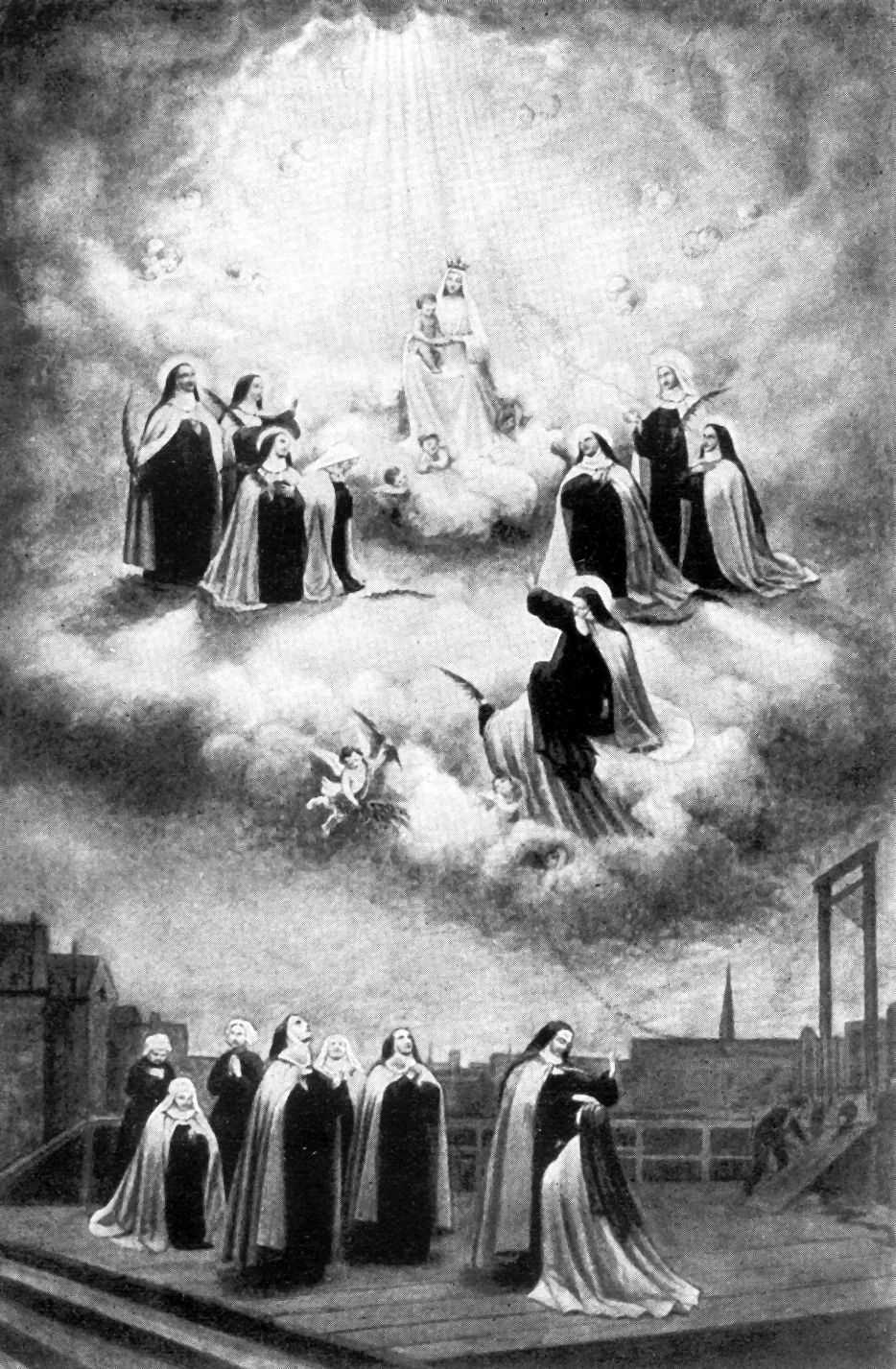
Las carmelitas de Compiègne frente a la guillotina, por Jacques-Louis David.

A las ocho, los asistentes del verdugo, Charles-Henri Sanson, se dirigieron a Meunier, quien hizo una genuflexión ante la madre superiora, solicitando permiso para morir. Mientras subía las escaleras del cadalso, Meunier cantó "Laudate Dominum".
Siguiendo el ejemplo de su compañera, las otras quince carmelitas siguieron cantando hasta el momento de ser ejecutadas. Este gesto conmovió a los asistentes congregados en la plaza, quienes permanecieron en silencio en todo momento. Los cuerpos de las carmelitas fueron arrojados por la noche a una fosa común en el cementerio de Picpus.

## Culto
Junto a las demás carmelitas ejecutadas aquel día, Meunier fue declarada mártir por la Iglesia Católica y beatificada el 27 de mayo de 1906 por el papa Pío X.